# Teto de vidro (conceito)
 

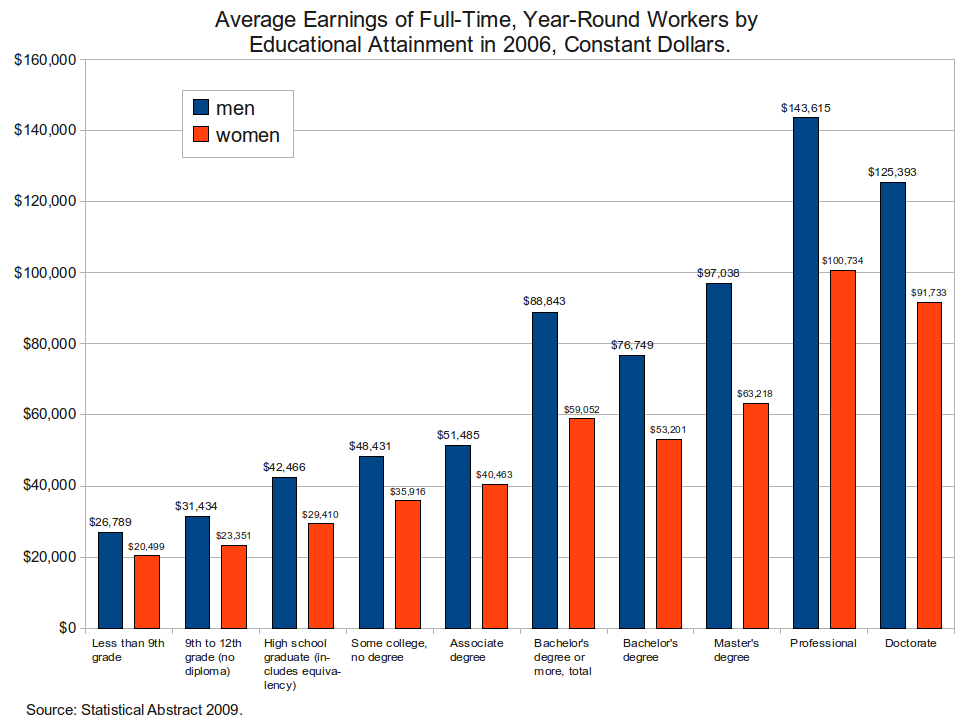
Um gráfico que ilustra as diferenças de rendimentos entre homens e mulheres do mesmo nível educacional (EUA 2006) [ precisa de atualização

Um teto de vidro (glass ceiling) é uma metáfora usada para representar uma barreira invisível que impede que um determinado grupo demográfico (geralmente aplicado a mulheres) ultrapasse um certo nível na hierarquia de instituições, sejam elas do setor privado, público ou mesmo movimentos sociais e políticos.
Essa metáfora foi cunhada por autoras feministas em referência às barreiras invisíveis nas carreiras de mulheres de alto desempenho. Nos EUA, o conceito às vezes é estendido para se referir a obstáculos que impedem o avanço tanto de mulheres, bem como de homens de minorias. Mulheres que também pertencem a minorias raciais em países de maioria branca geralmente encontram mais dificuldade ainda em "quebrar o teto de vidro" porque estão na interseção de dois grupos historicamente marginalizados: mulheres e afrodescendentes/latinos/indígenas/de descendência asiática. Conceitos derivados foram criados sem relação com o movimento feminista. As agências de notícias do Leste Asiático cunharam o termo "teto de bambu" para se referir aos obstáculos que todos os americanos descendentes do Leste Asiático enfrentam no avanço de suas carreiras. Da mesma forma, uma infinidade de barreiras que refugiados e requerentes de asilo enfrentam na busca por um emprego significativo é chamada de "teto de lona".
Dentro dos conceitos dos demais termos que envolvem o local de trabalho, há termos semelhantes para restrições e barreiras relativas às mulheres e seus papéis dentro das organizações e como eles coincidem com seus deveres maternos. Essas "Barreiras Invisíveis" funcionam como metáforas para descrever as circunstâncias extras e não registradas pelas quais as mulheres passam, geralmente quando tentam avançar em áreas de suas carreiras para cargos de alta direção e muitas vezes enquanto tentam avançar em suas vidas fora de seus espaços de trabalho culminando com a saída delas do mercado ou opção por empreender sozinhas.
Um teto de vidro representa uma barreira que proíbe as mulheres de avançar para o topo de uma corporação hierárquica. Essas mulheres são impedidas de receber promoções, especialmente para cargos executivos, dentro de sua corporação. As regras sociais que provocam este impedimento não são explícitas ou escritas, mas fazem parte da cultura empresarial e regras internalizadas pela direção das instituições, que geralmente é composta por homens. Nos últimos vinte anos, as mulheres que se tornaram mais envolvidas e pertinentes em indústrias e organizações raramente ocuparam cargos executivos.

## Definição
A United States Federal Glass Ceiling Commission (Comissão Federal de Teto de Vidro dos Estados Unidos) define o teto de vidro como "a barreira invisível, mas intransponível, que impede que minorias, dentre elas as mulheres, subam aos degraus superiores da escada corporativa, independentemente de suas qualificações ou realizações".
David Cotter e colegas definiram quatro características distintas que devem ser atendidas para concluir que existe um teto de vidro . Uma desigualdade de teto de vidro representa:
1. "Uma diferença de gênero ou raça que não é explicada por outras características relevantes para o trabalho do funcionário."
2. "Uma diferença de gênero ou raça que é maior em níveis mais altos de um resultado do que em níveis mais baixos de um resultado."
3. “Uma desigualdade de gênero ou raça nas chances de avanço para níveis mais altos, não apenas as proporções de cada gênero ou raça atualmente nesses níveis mais altos”.
4. "Uma desigualdade de gênero ou racial que aumenta ao longo de uma carreira."

Cotter e colegas descobriram que os tetos de vidro estão fortemente correlacionados com o gênero, com mulheres brancas e de minorias, enfrentando barreiras não explícitas no decorrer de suas carreiras. Em contraste, os pesquisadores não encontraram nesta pesquisa evidências de um teto de vidro para homens afro-americanos.
A metáfora do teto de vidro tem sido frequentemente usada para descrever barreiras invisíveis mas intransponíveis (transparência e solidez do "vidro") através das quais as mulheres podem ver posições de elite, mas não podem alcançá-las ("teto"). Essas barreiras impedem que um grande número de mulheres e minorias étnicas obtenham e garantam os empregos mais poderosos, prestigiosos e de maior lucratividade da força de trabalho. Como esses cargos tomam as decisões executivas principais das companhias, mulheres e minorias raciais ficariam então ausentes dos processos de decisão dos mercados. Além disso, esse efeito impede que as mulheres ocupem cargos de alto escalão e as coloca em desvantagem como potenciais candidatas a promoções.

## História
Em 1839, a feminista e autora francesa George Sand usou uma frase semelhante, une voûte de cristal impénétrable (uma abóbada de cristal impenetrável), em uma passagem de Gabriel, uma peça nunca apresentada: "Eu era uma mulher; pois repentinamente minhas asas colapsaram, éter envolveu minha cabeça como uma abóbada de cristal impenetrável, e eu caí...” [ênfase adicionada]. A declaração, uma descrição do sonho da heroína de voar com asas, foi interpretada como um conto feminino de Ícaro de uma mulher que tenta ascender acima de seu papel aceito na sociedade.
Uma das primeiras pessoas a usar o termo teto de vidro foi a escritora norte-americana e advogada pela diversidade Marilyn Loden durante um discurso de 1978. A autora é considerada a criadora do termo em um evento sobre liderança feminina De acordo com o Wall Street Journal de 3 de abril de 2015, o termo teto de vidro foi cunhado na primavera de 1978 por Maryanne Schriber e Katherine Lawrence na Hewlett-Packard. Lawrence esboçou o conceito no National Press Club na reunião nacional do Instituto das Mulheres para a Liberdade de Imprensa (Women´s Institute for the Freedom of the Press) em Washington -DC. O teto foi definido como padrões discriminatórios de promoção onde a política promocional escrita é não discriminatória, mas na prática nega promoção a mulheres qualificadas.
O termo foi usado mais tarde em março de 1984 por Gay Bryant . Ela era a ex-editora da revista Working Woman e estava mudando de emprego para ser a editora do Family Circle . Em um artigo da Adweek escrito por Nora Frenkel, Bryant foi reportada dizendo: "As mulheres chegaram a um certo ponto - eu chamo isso de teto de vidro. Elas estão no topo da gerência intermediária e estão parando e ficando presas. Não há espaço suficiente para todas aquelas mulheres no topo. Algumas estão entrando em negócios por conta própria. Outras estão saindo e criando famílias." Também em 1984, Bryant usou o termo em um capítulo do livro The Working Woman Report: Succeeding in Business in the 1980s (O relatório das Mulheres Trabalhadoras: tendo sucesso nos negócios nos anos de 1980). No mesmo livro, Basia Hellwig usou o termo em outro capítulo. A obra traz um apanhado das condições de trabalho feminina naquela década.
Em um artigo amplamente citado no Wall Street Journal em março de 1986, o termo foi usado no título do artigo: "O teto de vidro: por que as mulheres não conseguem quebrar a barreira invisível que as bloqueiam dos principais empregos". O artigo foi escrito por Carol Hymowitz e Timothy D. Schellhardt. Hymowitz e Schellhardt introduziram que o teto de vidro "não era algo que pudesse ser encontrado em qualquer manual corporativo ou mesmo discutido em uma reunião de negócios; foi originalmente apresentado como um fenômeno invisível, encoberto e tácito que existia para manter posições de liderança de nível executivo nas mãos de homens caucasianos."
À medida que o termo "teto de vidro" se tornou mais comum, o público respondeu com ideias e opiniões divergentes. Alguns argumentaram que o conceito é um mito porque as mulheres optam por si mesmas por ficar em casa e mostraram menos dedicação para avançar em cargos executivos. A opção de não avançar na carreira partiria então delas e não das instituições. Contribuindo com o contínuo debate público, a chefe do Departamento do Trabalho dos EUA, Lynn Morley Martin, apresentou os resultados de um projeto de pesquisa chamado "The Glass Ceiling Initiative" (A iniciativa Teto de Vidro), formado para investigar o baixo número de mulheres e minorias em cargos executivos nas companhias norte-americanas. Este relatório definiu o novo termo como "aquelas barreiras artificiais baseadas em preconceitos de atitude ou organizacionais que impedem que indivíduos qualificados avancem em sua organização para cargos de nível gerencial".
Em 1991, como parte do Título II da Lei de Direitos Civis de 1991, o Congresso dos Estados Unidos criou a Comissão de Teto de Vidro (Glass Ceiling Commission). Esta Comissão Presidencial de 21 membros foi presidida pelo Secretário do Trabalho Robert Reich, e foi criada para estudar as "barreiras ao avanço das minorias e das mulheres dentro das hierarquias corporativas[,] para emitir um relatório sobre suas descobertas e conclusões, e para fazer recomendações sobre maneiras de desmontar o teto de vidro." A comissão realizou um extenso trabalho por quatro anos, incluindo pesquisas, audiências públicas e entrevistas, e divulgou suas descobertas em um relatório em 1995. O relatório, "Good for Business" (Bom para os negócios), ofereceu "diretrizes e soluções tangíveis sobre como essas barreiras podem ser superadas e eliminadas". O objetivo da comissão era fornecer recomendações sobre como "quebrar" o teto de vidro, especificamente no mundo dos negócios. O relatório emitiu 12 recomendações sobre como melhorar o local de trabalho aumentando a diversidade nas organizações e reduzindo a discriminação por meio de políticas. Um dos principais argumentos do documento, como diz seu título, era que essa quebra era boa para os negócios: as empresas e o mercado recebiam ganhos significativos com diversidade nos cargos executivos.
O número de mulheres em cargos de CEOs nas listas da Fortune aumentou entre 1998 e 2020, apesar da taxa de participação das mulheres na força de trabalho ter diminuído globalmente de 52,4% para 49,6% entre 1995 e 2015. Apenas 19,2% dos assentos no conselho do S&P 500 eram ocupados por mulheres em 2014, 80,2% das quais eram consideradas brancas.
A executiva norte-americana Sheryl Sandberg publicou o livro "Faça acontecer: Mulheres, trabalho e a vontade de liderar". Originado em uma TED Talk que ela fez em 2010, o livro trata das dificuldades que as mulheres enfrentam no mercado de trabalho e de como podem se apoiar para superar. Sandberg, que já foi alta executiva do Google e CFO do grupo META por muitos anos, criou a organização Lean In com círculos de mulheres e cursos que auxiliam profissionais a planejar suas carreiras.

## Índice de teto de vidro
Em 2017, o The Economist atualizou seu índice de teto de vidro, combinando dados sobre ensino superior, participação na força de trabalho, remuneração, custos com cuidados infantis, direitos de maternidade e paternidade, inscrições em escolas de negócios e representação em cargos seniores. Os países onde a desigualdade foi mais baixa foram Islândia, Suécia, Noruega, Finlândia e Polônia.

## Estereótipos de gênero

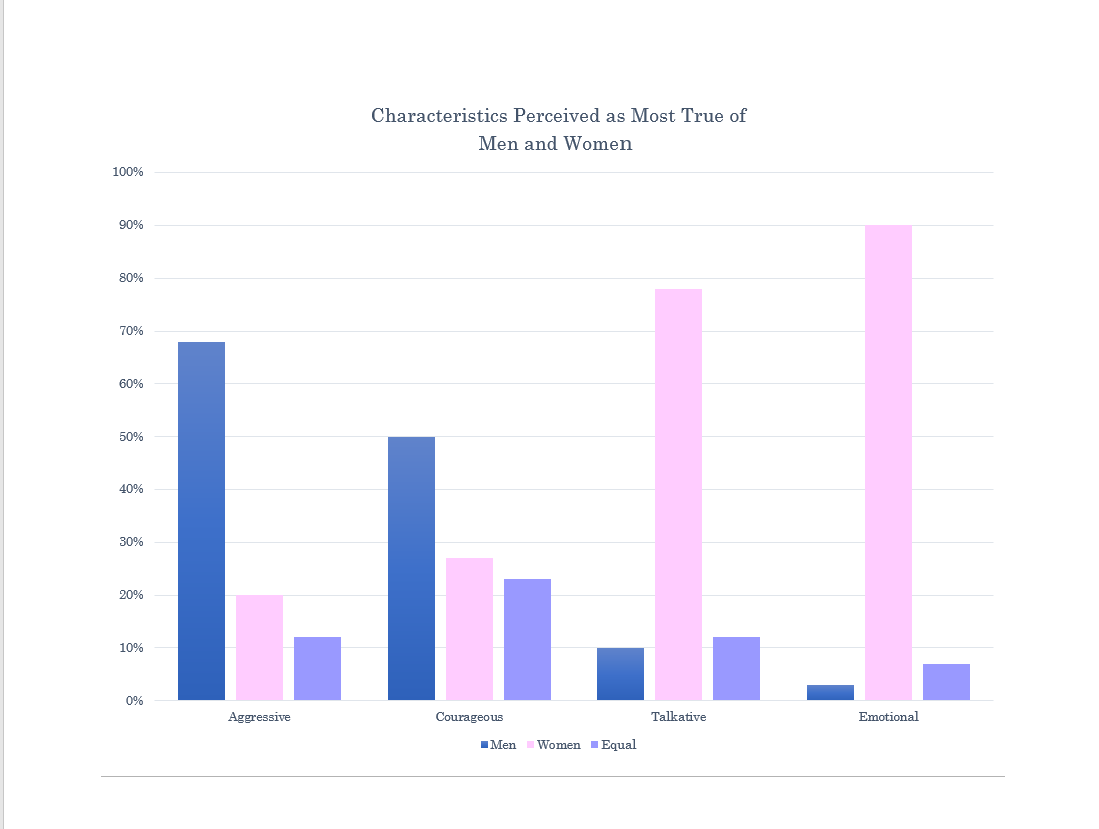
Pesquisa Gallup de 2001 [ precisa de atualização ] : Os homens são percebidos como mais agressivos, as mulheres são percebidas como mais emocionais

Em um relatório de 1993 divulgado pelo Instituto de Pesquisa do Exército dos EUA para as Ciências Comportamentais e Sociais ( U.S. Army Research Institute for the Behavioral and Social Sciences), os pesquisadores observaram que, embora as mulheres tenham as mesmas oportunidades educacionais que os homens, o teto de vidro persiste devido a barreiras sistemáticas, baixa representação, mobilidade e estereótipos . A perpetuação de estereótipos sexistas é uma razão amplamente reconhecida pela qual as funcionárias são sistematicamente inibidas de receber oportunidades vantajosas em seus campos escolhidos. A maioria dos norte-americanos percebe que as mulheres são mais emocionais e os homens mais agressivos do que o sexo oposto. Os estereótipos de gênero influenciam como os líderes homens são escolhidos pelos empregadores e como os trabalhadores de sexo diferente são tratados. Outro estereótipo em relação às mulheres nos locais de trabalho é a "crença de status de gênero" que afirma que os homens são mais competentes e inteligentes do que as mulheres, o que explicaria por que elas ocupam posições mais altas na hierarquia da carreira. Em última análise, esse fator leva à percepção de empregos baseados em gênero no mercado de trabalho, de modo que se espera que os homens tenham mais qualificações relacionadas ao trabalho e sejam contratados para cargos de chefia. Os estereótipos femininos percebidos contribuem para a existência do teto de vidro enfrentado pelas mulheres na força de trabalho. Dentro desses estereótipos as mulheres seriam mais emocionais e teriam dificuldade em tomas decisões duras, performando melhor em cargos de apoio para colegas como secretárias, assistentes e recursos humanos. Esses cargos aludiriam às características maternais que todas as mulheres supostamente teriam. Enquanto isso, os homens desempenham melhor liderança por sua segurança e assertividade.
Estereotipar gênero é pensar que os homens são melhores do que as mulheres em cargos de gestão e liderança; é o conceito de aludir que as mulheres são inferiores e mais adequadas em seus papéis biológicos de mãe e esposa. Os estereótipos de gênero costumavam estar relacionados a escolha das profissões, com as mulheres sendo direcionadas a funções que privilegiassem relacionamento e práticas relacionadas ao que se considera o universo feminino como professora ou enfermeira. As áreas de Exatas, por exemplo, não eram consideradas opções para meninas, por elas não serem fortes em matemática. Com o tempo, essa cultura foi transposta para a hierarquia das instituições. A natureza desse estereótipo é tóxica e dificulta o sucesso das mulheres e seus direitos em todos os aspectos, mas é ainda mais prejudicial no local de trabalho em uma sociedade patriarcal. Representa uma barreira invisível, mas forte, que fica no caminho das mulheres. Os homens são colocados nas posições mais altas, pois são vistos principalmente como líderes melhores, enquanto as mulheres estão presas em posições de nível baixo ou médio. Estas barreiras à progressão das mulheres em cargos de gestão e uma questão significativa. Por exemplo, as poucas mulheres que trabalharam duro e incansavelmente para quebrar essas barreiras e conquistaram seu merecido lugar em um papel de liderança são vistas como "competentes ou calorosas", mas nunca ambas.
Isso ocorre porque a ideia de uma mulher de sucesso é estereotipada dentro da ideia de que ela deve ser uma pessoa implacável, competitiva e fria, enquanto uma mulher de natureza calorosa e carinhosa será percebida como não tendo o conjunto de habilidades certo para liderança e progressão porque " ela não tem o que é preciso".

## Práticas de contratação
Quando as mulheres deixam seu local de trabalho atual para iniciar seus próprios negócios, elas tendem a contratar outras mulheres. Os homens tendem a contratar outros homens. Essas práticas de contratação eliminam o “teto de vidro” porque não há mais competição de capacidades e discriminação de gênero. Estes apoiam a identificação segregada de "trabalho de homens" e "trabalho de mulheres".

## Contexto transcultural
Poucas mulheres tendem a alcançar posições no alto escalão da sociedade, e as organizações ainda são em grande parte lideradas quase exclusivamente por homens. Essa posição de liderança ser masculina faz com que as questões das trabalhadoras mulheres sejam invisibilizadas pelas empresas, como mentorias específicas para mulheres ou programas de apoio a gestantes. Outras questão é que homens que não cumpram horário ou prazos para cuidar de questões com filhos são julgados de forma diferentes de mulheres que façam a mesma coisa. Estudos mostraram que o teto de vidro ainda existe em níveis variados em diferentes nações e regiões do mundo. Os estereótipos de mulheres como emocionais e sensíveis podem ser vistos como características-chave do motivo pelo qual as mulheres lutam para quebrar o teto de vidro. É claro que, embora as sociedades difiram umas das outras por cultura, crenças e normas, elas mantêm expectativas semelhantes em relação às mulheres e seu papel na sociedade. Esses estereótipos femininos são frequentemente reforçados em sociedades que têm expectativas tradicionais em relação às mulheres. Os estereótipos e percepções das mulheres estão mudando lentamente em todo o mundo, o que também reduz a segregação de gênero nas organizações.

## Conceitos relacionados

### "Escada rolante de vidro"
Um fenômeno paralelo que começa a ser estudado está sendo chamado de "escada rolante de vidro". À medida que mais homens ingressam em áreas que antes eram dominadas por mulheres, como enfermagem e ensino, os homens são promovidos e recebem mais oportunidades em comparação com as mulheres. Homens nessas carreiras ascendem profissionalmente de forma muito mais rápida, como se estes homens estivessem subindo em escadas rolantes e as mulheres em escadas normais. Elas têm que fazer mais esforço e demoram mais O gráfico de Carolyn K. Broner mostra um exemplo da escada rolante de vidro em favor dos homens para ocupações predominantemente femininas nas escolas. Embora as mulheres tenham historicamente dominado a profissão de docentes, os homens tendem a ocupar cargos mais altos nos sistemas escolares, como reitores ou diretores. 
Os homens se beneficiam financeiramente de seu status de gênero em campos historicamente femininos, muitas vezes "colhendo os benefícios de seu status simbólico para alcançar níveis mais altos no trabalho dominado por mulheres. " 
Um estudo de 2008 publicado na revista Social Problems revelou que a segregação sexual na enfermagem não seguiu o padrão "escada rolante de vidro" de distribuição vertical desproporcional; em vez disso, homens e mulheres gravitaram em torno de diferentes áreas dentro do campo, com enfermeiros do sexo masculino tendendo a se especializar em áreas de trabalho percebidas como "masculinas". O artigo observou que "os homens encontram fortes pressões sociais que os afastam de entrar em ocupações dominadas por mulheres (Jacobs 1989, 1993)". Como as ocupações dominadas por mulheres geralmente são caracterizadas por atividades mais femininas, os homens que ingressam nesses empregos podem ser percebidos socialmente como "predadores afeminados, homossexuais ou sexuais". Mesmo assim, os homens que entram nesses mercados, quando promovidos, recebem aumentos salariais maiores que mulheres nos mesmos cargos. Incluindo mulheres que estão há mais tempo na posição e/ou na organização.

### "Pisos pegajosos"
Na literatura sobre discriminação de gênero, o conceito de “piso pegajoso” complementa o conceito de teto de vidro. Pisos pegajosos podem ser descritos como o padrão de que as mulheres são, em comparação com os homens, menos propensas a começar a subir na carreira. Assim, esse fenômeno está relacionado aos diferenciais de gênero na base da distribuição salarial. Com base no estudo seminal de Booth e co-autores da European Economic Review, durante a última década, os economistas tentaram identificar pisos rígidos no mercado de trabalho. Eles encontraram evidências empíricas da existência de pisos pegajosos em países como Austrália, Bélgica, Itália, Tailândia e Estados Unidos.

### "O meio congelado"
Semelhante ao piso pegajoso, o "meio congelado" descreve o fenômeno do progresso das mulheres na escada corporativa diminuindo, se não estancando completamente, nas fileiras da gerência intermediária. Originalmente, o termo referia-se à resistência que a alta administração enfrentava pela administração intermediária ao emitir diretivas. Devido à falta de habilidade ou falta de motivação nas fileiras da gerência intermediária, essas diretrizes não se concretizam e, como resultado, os resultados da empresa são prejudicados. O termo foi popularizado por um artigo da Harvard Business Review intitulado "Middle Management Excellence". Devido à crescente proporção de mulheres para homens na força de trabalho, no entanto, o termo "meio congelado" tornou-se mais comumente atribuído à já mencionada desaceleração das carreiras das mulheres na gerência intermediária. Elas chegam a cargos de coordenações e supervisões, mas não avançam delas. O trabalho de 1996 "Um Estudo do Desenvolvimento de Carreira e Aspirações das Mulheres na Gerência Intermediária" (A Study of the Career Development and Aspirations of Women in Middle Management) postula que as estruturas e redes sociais dentro das empresas que favorecem os "bons e velhos meninos" e as normas de masculinidade existem com base nas experiências das mulheres pesquisadas.
De acordo com o estudo, as mulheres que não apresentavam traços masculinos estereotipados (por exemplo, agressividade, pele grossa, falta de expressão emocional) e tendências de comunicação interpessoal estavam em desvantagem em comparação com seus pares masculinos. Para ascender profissionalmente então, elas precisariam adquirir características ditas como masculinas e serem menos femininas. À medida que a proporção de homens para mulheres aumenta nos níveis superiores de gestão, o acesso das mulheres a mentoras que poderiam aconselhá-las sobre as formas de navegar na política do escritório é limitado, inibindo ainda mais a mobilidade ascendente dentro de uma corporação ou empresa. Além disso, o meio congelado é um fenômeno globalizado e afeta profissionais do sexo feminino em países ocidentais e orientais, como Estados Unidos e Malásia, respectivamente. Também foi identificado atingindo mulheres em uma extensa variedade de campos, desde as corporações mencionadas até os campos STEM ((science, technology, engineering, and mathematics - ciências, tecnologia, engenharia e matemática).

### "Segundo turno"
O "segundo turno" centra-se na ideia de que as mulheres, teoricamente, trabalham um segundo turno além da jornada de trabalho normal, tendo uma carga horária maior que  a dos homens. Além de trabalharem em horário comercial, elas fazem a maior parte do trabalho doméstico e, quando mães, são as principais responsáveis pelas atividades das crianças. Todas as tarefas realizadas fora do local de trabalho estão principalmente ligadas à mulher. Dependendo da localização, renda familiar, escolaridade, etnia e localização, os dados mostram que as mulheres trabalham um segundo turno no sentido de ter uma carga de trabalho maior, não apenas fazendo uma parte maior do trabalho doméstico, mas isso não é aparente se a atividade simultânea é negligenciada. Alva Myrdal e Viola Klein já em 1956 se concentraram no potencial de homens e mulheres trabalhando em ambientes que incluíam tipos de ambientes de trabalho remunerados e não remunerados. A pesquisa indicou que homens e mulheres poderiam ter tempo igual para atividades fora do ambiente de trabalho para atividades familiares e extras. Esta "segunda mudança" também tem efeitos físicos. As mulheres que trabalham mais horas em busca do equilíbrio familiar geralmente enfrentam problemas de saúde mental crescentes, como depressão e ansiedade . Aumento da irritabilidade, menor motivação e energia, e outros problemas emocionais também foram encontrados. Esses são fatores que desmotivam o investimento na carreira e podem explicar porque as mulheres se inscrevem menos nas disputas por promoções em seus locais de trabalho. A felicidade geral das mulheres pode ser melhorada se for encontrado um equilíbrio entre a carreira e as responsabilidades domésticas.

### "Mommy Track"
"Mommy Track" refere-se a mulheres que desconsideram suas carreiras e deveres profissionais para satisfazer as necessidades de suas famílias. As mulheres muitas vezes estão sujeitas a longas jornadas de trabalho que criam um desequilíbrio na agenda trabalho-família. Há pesquisas sugerindo que as mulheres são capazes de trabalhar em um horário profissional de meio período em comparação com outras que trabalhavam em período integral enquanto ainda estavam envolvidas em atividades familiares externas.  A pesquisa também sugere que arranjos de trabalho flexíveis permitem alcançar um equilíbrio saudável entre trabalho e família. Uma diferença também foi descoberta no custo e na quantidade de esforço na gravidez em mulheres em cargos e funções mais qualificadas, em oposição às mulheres em empregos menos qualificados. Essa diferença leva as mulheres a adiar e adiar metas e aspirações de carreira ao longo de vários anos.

### "Piso de concreto"
O termo piso de concreto tem sido usado para se referir ao número mínimo ou à proporção de mulheres necessárias para que um gabinete ou conselho de administração seja percebido como legítimo.